# David Merritt
David Merritt – amerykański astrofizyk, profesor Instytutu Technicznego w Rochester, w stanie Nowy Jork.

## Życiorys
Otrzymał doktorat z astrofizyki na Uniwersytecie w Princeton i pracował na stanowisku doktora habilitowanego na Uniwersytecie Kalifornijskim w Berkeley oraz w kanadyjskim Instytucie Astrofizyki Teoretycznej w Toronto. Jego obszary specjalizacji obejmują dynamikę i ewolucję galaktyk, supermasywne czarne dziury i astrofizykę obliczeniową.
David Merritt jest byłym przewodniczącym Division on Dynamical Astronomy, będącego oddziałem Amerykańskiego Towarzystwa Astronomicznego. Jest członkiem oraz założycielem CCRG (Center for Computational Relativity and Gravitation) w Instytucie Technicznym w Rochester.
Jego wkład naukowy obejmuje modele Osipkova-Merritta, obrócenia spinów w czarnych dziurach, estymator masy Leonarda-Merritta, relację M-sigma, systemy gwiezdne o ujemnych temperaturach oraz rotacyjny ruch Browna.

## Nagrody i odznaczenia
- The Garfinkel Lectureship, Uniwersytet Yale (2014)

## Książki autorstwa Davida Merritta
- Dynamics and Evolution of Galactic Nuclei, Princeton University Press, 2013, ISBN 978-0-691-12101-7[7]

## Artykuły Davida Merritta
- L. Ferrarese, D. Merritt: Supermassive Black Holes. „Physics World”, czerwiec 2002, s. 41.[8]

## Filmy
- Schwarzschild Barrier